# Patricia Vásquez
Patricia Vásquez Saade (Bogotá, 18 de noviembre de 1979) es una actriz y modelo colombiana.

## Biografía
Patricia Vásquez inició su carrera como modelo en México en 1996 en el videoclip de la canción Hechicera interpretada por Maná.
En 1999 debutó en la telenovela Yo soy Betty, la fea en el mismo año donde, en donde siguió trabajando como actriz y modelo. 
En 2001 participó en la telenovela Amor a mil después participa en 2003 en la serie La jaula, ambas de Caracol Televisión. 
En 2004 participó en la exitosa serie de televisión basado en hechos reales en La saga, negocio de familia, desde 2006 hasta el 2007 participó en las telenovelas de Amores cruzados y Nadie es eterno en el mundo. 
En 2008 participó en México la telenovela de Mujer comprada de TV Azteca.
En 2010 regresó a Colombia donde participó en Secretos de familia con Raquel Ércole, María Cecilia Botero y Marcela Carvajal.
Actualmente se encuentra retirada y tiene su propia firma de modelaje.

## Vida personal
- Actualmente mantiene una relación sentimental con el actor y cineasta Sebastián Eslava; quien también es el hermano de la periodista Adriana Eslava.

## Filmografía
- Secretos de familia  (2010) Yuli San Miguel.
- Mujer comprada  (2009)
- Tiempo final  (2008)
- Pobre rico, pobre  (2008-2009)
- Nadie es eterno en el mundo  (2007) Silvia Santamaría
- Amores cruzados  (2006) Elisa Marquez
- La saga, negocio de familia  (2004) Herlinda Zapata
- La jaula  (2003) Lina Bueno
- Amor a mil  (2001) Alejandra Guerrero
- Yo soy Betty, la fea  (1999)

## Premios y nominaciones

### Premios India Catalina
| Año  | Categoría                                     | Telenovela o serie          | Resultado |
| ---- | --------------------------------------------- | --------------------------- | --------- |
| 2008 | Mejor actriz antagónica de telenovela o serie | Nadie es eterno en el mundo | Nominada  |
| 2002 | Mejor actriz o actor revelación del año       | Amor a mil                  | Nominada  |